# Kanice (zámek)
Renesančně-barokní zámek v Kanicích na Domažlicku je vybudován na místě, kde dříve stávala gotická tvrz. Poprvé je zmiňována v roce 1382. Zřícenina zámku je chráněna jako kulturní památka, zároveň je zařazen na seznam ohrožených památek. V roce 2014 zámek získali noví majitelé, kteří usilují o jeho obnovu.

## Historie
První zmínka o kanické tvrzi pochází ze 14. století. V průběhu staletí patřila do majetku mnoha rodů. Patří k nim např. Kaničtí z Čachrova, kteří zde žili po 300 let a ve druhé polovině 17. století tvrz přestavěli na zámek, dále Černínové nebo Škodové. Posledními majiteli byli Pergerové.
Po roce 1945 v zámku sídlil Červený kříž (Liga proti tuberkulóze). V letech 1950 až 1986 patřil Krajskému národnímu výboru a fungovala v něm zvláštní škola internátní. Poté byl předán armádě a za jejího působení částečně poškozen. V 90. letech vlastnila zámek soukromá firma, která jej chtěla přestavět na penzion.
V roce 2014 koupila zámek v dražbě skupina lidí se záměrem jej opravit a uzpůsobit k bydlení a pořádání akcí v interiéru i v zámeckém parku. Zámek pracovně nazývají „Depold“ podle prvního doloženého vlastníka tvrze, Depolda z Rýzmberka. Noví vlastníci zahájili rekonstrukci památky a odstranili nálet. Jejich plán oprav ocenil Národní památkový ústav nominací na cenu Patrimonium pro futuro. Jejich cílem je instalovat v zámku výstavu s názvem Smíření, zaměřenou na události druhé světové války a odsun Němců. Při odsunu zahynul i tehdejší majitel zámku Rudolf von Perger.